# Pwllheli
Pwllheli is een kustplaats in het Welshe graafschap Gwynedd gelegen aan de noordelijke inham van Cardigan Bay.

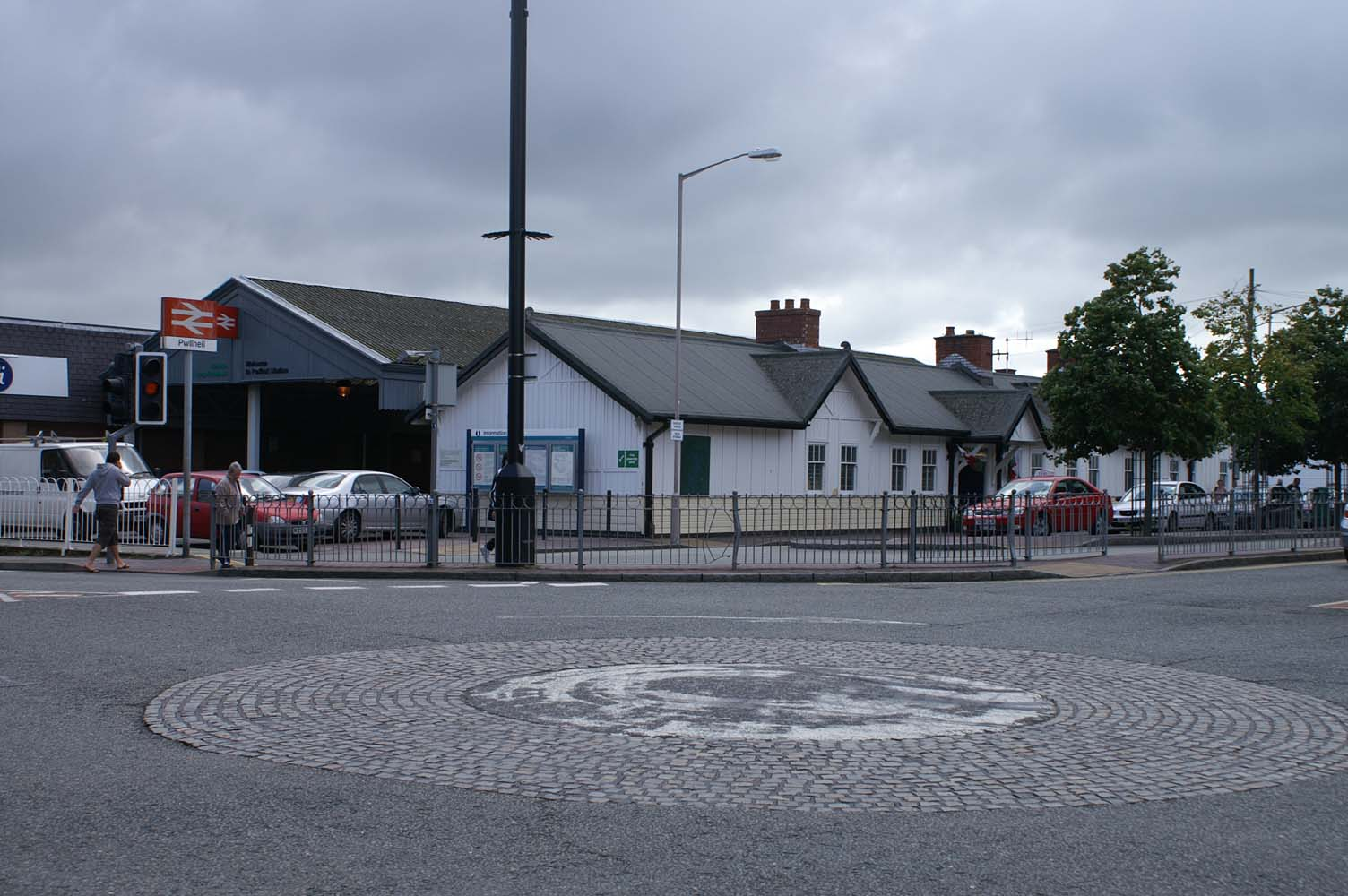
Station

Pwllheli telt 3.861 inwoners.